# Broszków
Broszków is een plaats in het Poolse district  Siedlecki, woiwodschap Mazovië. De plaats maakt deel uit van de gemeente Kotuń en telt 550 inwoners.